# إيف هنري
إيف هنري (بالفرنسية: Yves Henry) هو عازف بيانو فرنسي، ولد في 1959 في إفرو في فرنسا.

## وصلات خارجية
- إيف هنري على موقع ميوزك برينز (الإنجليزية)
- إيف هنري على موقع أول ميوزيك (الإنجليزية)
- إيف هنري على موقع ديسكوغز (الإنجليزية)